# محمد المعینی
محمد المعینی (انگلیسی: Mohammed Al-Moeini؛ زادهٔ ۱ اوت ۱۹۸۶) بازیکن فوتبال اهل امارات متحده عربی است.